# АЭС Каль
Атомная электростанция Каль (нем. Kernkraftwerk Kahl) — исследовательская атомная электростанция (нем. Versuchsatomkraftwerk Kahl, VAK) — первая коммерческая атомная электростанция ФРГ с нетто-мощностью 15 М Вт (брутто-мощность 16 МВт, построена около Гросвельцхейма, где АЭС была запущена 13 ноября 1960 года, а подключена к электросети 17 июня 1961 года, тогда как регулярная коммерческая эксплуатация началась с 1 февраля 1962 года. Электростанция имела лишь один кипящий ядерный реактор (BWR), установки были построены компанией Siemens & Halske AG, а реакторную технику поставила фирма General Electric. АЭС находилась в собственности энергетического концерна RWE и Bayernwerk. На территории несколько лет позже был построен другой ядерный реактор перегретого пара (нем. Heißdampfreaktor, HDR) АЭС Гросвельцхейм. АЭС Каль была закрыта 25 ноября 1985 года. К 2010 году все здания АЭС были полностью демонтированы вслед за АЭС Гросвельцхейм, демонтированной в 1990-х годах и, таким образом, зона этих двух АЭС стала первой в ФРГ, где были демонтированы сразу два энергоблока
.

## Данные энергоблока
АЭС имеет один энергоблок:
| Энергоблок | Тип реактора                  | Нетто- мощность | Брутто- мощность | Начало строительства | Синхронизация с электросетью | Коммерческая эксплуатация | Закрытие   |
| ---------- | ----------------------------- | --------------- | ---------------- | -------------------- | ---------------------------- | ------------------------- | ---------- |
| АЭС Каль   | кипящий ядерный реактор (HDR) | 15 МВт          | 16 МВт           | 01.07.1958           | 17.06.1961                   | 01.02.1962                | 25.11.1985 |